# エリック・ベツィグ
- エリック・ベッツィヒ

エリック・ベツィグ（英: Eric Betzig、1960年1月13日 -）は、アメリカ合衆国の物理学者であり、カリフォルニア大学バークレー校の物理学・分子生物学の教授である。長年、バージニア州アッシュバーンのジャネリア・ファーム研究キャンパスで活動していた。エリック・ベッツィヒの表記も見られる。
2014年に彼は「超高解像度の蛍光顕微鏡の開発」という理由でノーベル化学賞をシュテファン・ヘル、ウィリアム・モーナーと共同受賞した。

## 経歴
ベツィグはミシガン州アナーバーでドイツ系アメリカ人の家庭に生まれ、カリフォルニア工科大学で物理学を学び、1983年に卒業した。その後、コーネル大学で応用物理学と基礎工学を学び、1985年に修士号、1988年に博士号を得た。
博士課程の後は、ベル研究所の半導体物理学研究部門で働いた。1996年にベツィグは学界を去って、彼の父であるロバート・ベツィグが当時オーナーだった Ann Arbor Machine Company の研究開発部門の副所長となった。ここで彼はフレキシブル順応性サーボ水圧技術 (Flexible Adaptive Servohydraulic Technology, FAST) を開発したが、商業的には成功しなかった。
それからベツィグは顕微鏡の研究に戻り、光活性化局在性顕微鏡法 (photoactivated localization microscopy, PALM) を開発した。PALMの開発は友人と5万ドルずつ出資し、その友人のガレージを使用して行われた。そして2006年にハワード・ヒューズ医学研究所のジャネリア・ファーム研究キャンパスでグループリーダーとなり、超高解像度蛍光顕微鏡技術の開発に携わった。

## 受賞
- 1992年 - William L. McMillan Award
- 1993年 - National Academy of Sciences Award for Initiatives in Research[6]
- 2010年 - マックス・デルブリュック賞
- 2014年 - ノーベル化学賞（シュテファン・ヘル、ウィリアム・モーナーと共同受賞）[3]
- 2015年 - ニューカム・クリーブランド賞
- 2024年 - 全米発明家殿堂選出